# 550e Grenadierdivisie
De 550e Grenadierdivisie (Duits: 550. Grenadier-Division) was een Duitse infanteriedivisie tijdens de Tweede Wereldoorlog. 

## Geschiedenis
De divisie werd opgericht als zogenaamde Sperrdivisie op 11 juli 1944 in Hildesheim in Wehrkreis XI als onderdeel van de 29. Welle. Op 22 juli 1944 werd de divisie omgedoopt tot 31e Grenadierdivisie.

## Commandanten
| Rang | Naam | Begin        | Eind         |
| ---- | ---- | ------------ | ------------ |
|      | ??   | 11 juli 1944 | 22 juli 1944 |

## Samenstelling
- Grenadier-Regiment 1100
- Grenadier-Regiment 1111
- Grenadier-Regiment 1112
- Artillerie-Regiment 1550
- Divisie-eenheden 1550, deels ook 550